# Julie Ashton

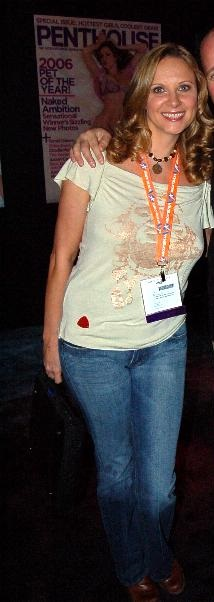
Juli Ashton bei der AVN Adult Entertainment Expo 2006

Julie Ashton (* 5. Oktober 1968 als Julie Ellen Gauthier in Colorado Springs, Colorado) ist eine ehemalige US-amerikanische Pornodarstellerin, die auch als Juli Ashton oder Julie Austin bekannt ist.

## Leben
Julie Ashton schloss an der Colorado State University ein Studium in den Fächern Geschichte und Spanisch ab und unterrichtete für ein Jahr an einer Junior High School. Während des Studiums verdiente sie sich ihren Lebensunterhalt als Bedienung in Nachtbars. 1990 spielte sie erstmals in Softcore-Filmen mit, ihre erste Hardcore-Szene hatte sie 1994 im Film The Dinner Party. Sie übernahm sowohl hetero- als auch homosexuelle Rollen und war insgesamt an etwa 100 Filmen als Darstellerin beteiligt. Einer ihrer bekannteren Filme ist die 1997 gedrehte Komödie Orgazmo von Trey Parker und Matt Stone, in der sie einen Auftritt in einer Nebenrolle hat. Zwischendurch war sie auch als Model für Magazine und als Tänzerin tätig. Sie war von 1990 bis 1996 verheiratet.
Ashton war hauptsächlich bei der Produktionsfirma VCA unter Vertrag. 1996 spielte sie in dem Piraten-Porno Conquest mit, einer High-Budget-Produktion von Wicked Pictures, und 2000 die Hauptrolle in Being With Juli Ashton, einer Porno-Adaption des Hollywood-Films Being John Malkovich.
2005 beendete sie ihre Karriere.  

## Auszeichnungen
- 1996: XRCO Award als „Female Performer of the Year“
- 1997: AVN Award als „Best Supporting Actress – Video“ in Head Trip
- 2000: NightMoves Award als „Best Actress“ (Editor’s Choice)
- 2011: Aufnahme in die XRCO Hall of Fame
- 2012: Aufnahme in die AVN Hall of Fame

## Filmografie (Auswahl)
- New Wave Hookers 4 (1994)
- Nina Hartley's Adult Affairs (1994)
- Pajama Party X 3 (1994)
- The Devil in Miss Jones 5: The Inferno (1994)
- Deep Inside Ariana (1995)
- New Wave Hookers 5 (1997)
- Orgazmo (1997) (non-Porno)
- Deep Inside Juli Ashton (1998)
- Vortex (1998)
- Essentially Shayla (1999)
- Dark Garden (1999)
- Marilyn Chambers Is Still Insatiable (1999)
- The Devil in Miss Jones 6 (1999)
- Being with Juli Ashton (2000)